# Kis székicsér
A kis székicsér (Glareola lactea) a madarak osztályának lilealakúak (Charadriiformes) rendjébe, ezen belül a székicsérfélék (Glareolidae) családjába tartozó faj.

## Rendszerezése
A fajt Coenraad Jacob Temminck holland arisztokrata és zoológus írta le 1820-ban.

## Előfordulása
Dél- és Délkelet-Ázsiában, Banglades, Banglades, Bhután, Kambodzsa, Kína, India, Laosz, Malajzia, Mianmar, Nepál, Omán, Pakisztán, Szingapúr, Srí Lanka, Thaiföld, Vietnám, Afganisztán, Bahrein, Irán, az Egyesült Arab Emírségek és Jemen területén honos. 
Természetes élőhelyei a tengerpartok, tavak, folyók és patakok környéke. Vonuló faj.

## Megjelenése
Testhossza 17 centiméter, testtömege 37-38 gramm. Nagy szeme, hegyes szárnya és villás farka mind a levegőben való vadászatot szolgálja. Fehér szemgyűrűje van, tollazata világosbarna.

## Életmódja
A fecskéhez hasonlóan a levegőben kapkodja el rovarokból álló táplálékát.

## Szaporodása
A földre, sekély mélyedésbe rakja fészkét.
|  |  |

## Természetvédelmi helyzete
Az elterjedési területe rendkívül nagy, egyedszáma pedig ismeretlen. A Természetvédelmi Világszövetség Vörös listáján nem fenyegetett fajként szerepel.